# Station Tychy Miasto
Station Tychy Miasto is een spoorwegstation in de Poolse plaats Tychy.